# Цугцванг
|   | a | b | c | d | e | f | g | h |   |
| 8 | c6 білий слон · d6 білий ферзь · e6 чорний кінь · h5 чорний пішак · c4 білий кінь · e4 біла тура · g4 білий пішак · h4 білий пішак · f3 чорний король · c2 чорний слон · b1 чорний кінь · g1 білий король | c6 білий слон · d6 білий ферзь · e6 чорний кінь · h5 чорний пішак · c4 білий кінь · e4 біла тура · g4 білий пішак · h4 білий пішак · f3 чорний король · c2 чорний слон · b1 чорний кінь · g1 білий король | c6 білий слон · d6 білий ферзь · e6 чорний кінь · h5 чорний пішак · c4 білий кінь · e4 біла тура · g4 білий пішак · h4 білий пішак · f3 чорний король · c2 чорний слон · b1 чорний кінь · g1 білий король | c6 білий слон · d6 білий ферзь · e6 чорний кінь · h5 чорний пішак · c4 білий кінь · e4 біла тура · g4 білий пішак · h4 білий пішак · f3 чорний король · c2 чорний слон · b1 чорний кінь · g1 білий король | c6 білий слон · d6 білий ферзь · e6 чорний кінь · h5 чорний пішак · c4 білий кінь · e4 біла тура · g4 білий пішак · h4 білий пішак · f3 чорний король · c2 чорний слон · b1 чорний кінь · g1 білий король | c6 білий слон · d6 білий ферзь · e6 чорний кінь · h5 чорний пішак · c4 білий кінь · e4 біла тура · g4 білий пішак · h4 білий пішак · f3 чорний король · c2 чорний слон · b1 чорний кінь · g1 білий король | c6 білий слон · d6 білий ферзь · e6 чорний кінь · h5 чорний пішак · c4 білий кінь · e4 біла тура · g4 білий пішак · h4 білий пішак · f3 чорний король · c2 чорний слон · b1 чорний кінь · g1 білий король | c6 білий слон · d6 білий ферзь · e6 чорний кінь · h5 чорний пішак · c4 білий кінь · e4 біла тура · g4 білий пішак · h4 білий пішак · f3 чорний король · c2 чорний слон · b1 чорний кінь · g1 білий король | 8 |
| 7 | c6 білий слон · d6 білий ферзь · e6 чорний кінь · h5 чорний пішак · c4 білий кінь · e4 біла тура · g4 білий пішак · h4 білий пішак · f3 чорний король · c2 чорний слон · b1 чорний кінь · g1 білий король | c6 білий слон · d6 білий ферзь · e6 чорний кінь · h5 чорний пішак · c4 білий кінь · e4 біла тура · g4 білий пішак · h4 білий пішак · f3 чорний король · c2 чорний слон · b1 чорний кінь · g1 білий король | c6 білий слон · d6 білий ферзь · e6 чорний кінь · h5 чорний пішак · c4 білий кінь · e4 біла тура · g4 білий пішак · h4 білий пішак · f3 чорний король · c2 чорний слон · b1 чорний кінь · g1 білий король | c6 білий слон · d6 білий ферзь · e6 чорний кінь · h5 чорний пішак · c4 білий кінь · e4 біла тура · g4 білий пішак · h4 білий пішак · f3 чорний король · c2 чорний слон · b1 чорний кінь · g1 білий король | c6 білий слон · d6 білий ферзь · e6 чорний кінь · h5 чорний пішак · c4 білий кінь · e4 біла тура · g4 білий пішак · h4 білий пішак · f3 чорний король · c2 чорний слон · b1 чорний кінь · g1 білий король | c6 білий слон · d6 білий ферзь · e6 чорний кінь · h5 чорний пішак · c4 білий кінь · e4 біла тура · g4 білий пішак · h4 білий пішак · f3 чорний король · c2 чорний слон · b1 чорний кінь · g1 білий король | c6 білий слон · d6 білий ферзь · e6 чорний кінь · h5 чорний пішак · c4 білий кінь · e4 біла тура · g4 білий пішак · h4 білий пішак · f3 чорний король · c2 чорний слон · b1 чорний кінь · g1 білий король | c6 білий слон · d6 білий ферзь · e6 чорний кінь · h5 чорний пішак · c4 білий кінь · e4 біла тура · g4 білий пішак · h4 білий пішак · f3 чорний король · c2 чорний слон · b1 чорний кінь · g1 білий король | 7 |
| 6 | c6 білий слон · d6 білий ферзь · e6 чорний кінь · h5 чорний пішак · c4 білий кінь · e4 біла тура · g4 білий пішак · h4 білий пішак · f3 чорний король · c2 чорний слон · b1 чорний кінь · g1 білий король | c6 білий слон · d6 білий ферзь · e6 чорний кінь · h5 чорний пішак · c4 білий кінь · e4 біла тура · g4 білий пішак · h4 білий пішак · f3 чорний король · c2 чорний слон · b1 чорний кінь · g1 білий король | c6 білий слон · d6 білий ферзь · e6 чорний кінь · h5 чорний пішак · c4 білий кінь · e4 біла тура · g4 білий пішак · h4 білий пішак · f3 чорний король · c2 чорний слон · b1 чорний кінь · g1 білий король | c6 білий слон · d6 білий ферзь · e6 чорний кінь · h5 чорний пішак · c4 білий кінь · e4 біла тура · g4 білий пішак · h4 білий пішак · f3 чорний король · c2 чорний слон · b1 чорний кінь · g1 білий король | c6 білий слон · d6 білий ферзь · e6 чорний кінь · h5 чорний пішак · c4 білий кінь · e4 біла тура · g4 білий пішак · h4 білий пішак · f3 чорний король · c2 чорний слон · b1 чорний кінь · g1 білий король | c6 білий слон · d6 білий ферзь · e6 чорний кінь · h5 чорний пішак · c4 білий кінь · e4 біла тура · g4 білий пішак · h4 білий пішак · f3 чорний король · c2 чорний слон · b1 чорний кінь · g1 білий король | c6 білий слон · d6 білий ферзь · e6 чорний кінь · h5 чорний пішак · c4 білий кінь · e4 біла тура · g4 білий пішак · h4 білий пішак · f3 чорний король · c2 чорний слон · b1 чорний кінь · g1 білий король | c6 білий слон · d6 білий ферзь · e6 чорний кінь · h5 чорний пішак · c4 білий кінь · e4 біла тура · g4 білий пішак · h4 білий пішак · f3 чорний король · c2 чорний слон · b1 чорний кінь · g1 білий король | 6 |
| 5 | c6 білий слон · d6 білий ферзь · e6 чорний кінь · h5 чорний пішак · c4 білий кінь · e4 біла тура · g4 білий пішак · h4 білий пішак · f3 чорний король · c2 чорний слон · b1 чорний кінь · g1 білий король | c6 білий слон · d6 білий ферзь · e6 чорний кінь · h5 чорний пішак · c4 білий кінь · e4 біла тура · g4 білий пішак · h4 білий пішак · f3 чорний король · c2 чорний слон · b1 чорний кінь · g1 білий король | c6 білий слон · d6 білий ферзь · e6 чорний кінь · h5 чорний пішак · c4 білий кінь · e4 біла тура · g4 білий пішак · h4 білий пішак · f3 чорний король · c2 чорний слон · b1 чорний кінь · g1 білий король | c6 білий слон · d6 білий ферзь · e6 чорний кінь · h5 чорний пішак · c4 білий кінь · e4 біла тура · g4 білий пішак · h4 білий пішак · f3 чорний король · c2 чорний слон · b1 чорний кінь · g1 білий король | c6 білий слон · d6 білий ферзь · e6 чорний кінь · h5 чорний пішак · c4 білий кінь · e4 біла тура · g4 білий пішак · h4 білий пішак · f3 чорний король · c2 чорний слон · b1 чорний кінь · g1 білий король | c6 білий слон · d6 білий ферзь · e6 чорний кінь · h5 чорний пішак · c4 білий кінь · e4 біла тура · g4 білий пішак · h4 білий пішак · f3 чорний король · c2 чорний слон · b1 чорний кінь · g1 білий король | c6 білий слон · d6 білий ферзь · e6 чорний кінь · h5 чорний пішак · c4 білий кінь · e4 біла тура · g4 білий пішак · h4 білий пішак · f3 чорний король · c2 чорний слон · b1 чорний кінь · g1 білий король | c6 білий слон · d6 білий ферзь · e6 чорний кінь · h5 чорний пішак · c4 білий кінь · e4 біла тура · g4 білий пішак · h4 білий пішак · f3 чорний король · c2 чорний слон · b1 чорний кінь · g1 білий король | 5 |
| 4 | c6 білий слон · d6 білий ферзь · e6 чорний кінь · h5 чорний пішак · c4 білий кінь · e4 біла тура · g4 білий пішак · h4 білий пішак · f3 чорний король · c2 чорний слон · b1 чорний кінь · g1 білий король | c6 білий слон · d6 білий ферзь · e6 чорний кінь · h5 чорний пішак · c4 білий кінь · e4 біла тура · g4 білий пішак · h4 білий пішак · f3 чорний король · c2 чорний слон · b1 чорний кінь · g1 білий король | c6 білий слон · d6 білий ферзь · e6 чорний кінь · h5 чорний пішак · c4 білий кінь · e4 біла тура · g4 білий пішак · h4 білий пішак · f3 чорний король · c2 чорний слон · b1 чорний кінь · g1 білий король | c6 білий слон · d6 білий ферзь · e6 чорний кінь · h5 чорний пішак · c4 білий кінь · e4 біла тура · g4 білий пішак · h4 білий пішак · f3 чорний король · c2 чорний слон · b1 чорний кінь · g1 білий король | c6 білий слон · d6 білий ферзь · e6 чорний кінь · h5 чорний пішак · c4 білий кінь · e4 біла тура · g4 білий пішак · h4 білий пішак · f3 чорний король · c2 чорний слон · b1 чорний кінь · g1 білий король | c6 білий слон · d6 білий ферзь · e6 чорний кінь · h5 чорний пішак · c4 білий кінь · e4 біла тура · g4 білий пішак · h4 білий пішак · f3 чорний король · c2 чорний слон · b1 чорний кінь · g1 білий король | c6 білий слон · d6 білий ферзь · e6 чорний кінь · h5 чорний пішак · c4 білий кінь · e4 біла тура · g4 білий пішак · h4 білий пішак · f3 чорний король · c2 чорний слон · b1 чорний кінь · g1 білий король | c6 білий слон · d6 білий ферзь · e6 чорний кінь · h5 чорний пішак · c4 білий кінь · e4 біла тура · g4 білий пішак · h4 білий пішак · f3 чорний король · c2 чорний слон · b1 чорний кінь · g1 білий король | 4 |
| 3 | c6 білий слон · d6 білий ферзь · e6 чорний кінь · h5 чорний пішак · c4 білий кінь · e4 біла тура · g4 білий пішак · h4 білий пішак · f3 чорний король · c2 чорний слон · b1 чорний кінь · g1 білий король | c6 білий слон · d6 білий ферзь · e6 чорний кінь · h5 чорний пішак · c4 білий кінь · e4 біла тура · g4 білий пішак · h4 білий пішак · f3 чорний король · c2 чорний слон · b1 чорний кінь · g1 білий король | c6 білий слон · d6 білий ферзь · e6 чорний кінь · h5 чорний пішак · c4 білий кінь · e4 біла тура · g4 білий пішак · h4 білий пішак · f3 чорний король · c2 чорний слон · b1 чорний кінь · g1 білий король | c6 білий слон · d6 білий ферзь · e6 чорний кінь · h5 чорний пішак · c4 білий кінь · e4 біла тура · g4 білий пішак · h4 білий пішак · f3 чорний король · c2 чорний слон · b1 чорний кінь · g1 білий король | c6 білий слон · d6 білий ферзь · e6 чорний кінь · h5 чорний пішак · c4 білий кінь · e4 біла тура · g4 білий пішак · h4 білий пішак · f3 чорний король · c2 чорний слон · b1 чорний кінь · g1 білий король | c6 білий слон · d6 білий ферзь · e6 чорний кінь · h5 чорний пішак · c4 білий кінь · e4 біла тура · g4 білий пішак · h4 білий пішак · f3 чорний король · c2 чорний слон · b1 чорний кінь · g1 білий король | c6 білий слон · d6 білий ферзь · e6 чорний кінь · h5 чорний пішак · c4 білий кінь · e4 біла тура · g4 білий пішак · h4 білий пішак · f3 чорний король · c2 чорний слон · b1 чорний кінь · g1 білий король | c6 білий слон · d6 білий ферзь · e6 чорний кінь · h5 чорний пішак · c4 білий кінь · e4 біла тура · g4 білий пішак · h4 білий пішак · f3 чорний король · c2 чорний слон · b1 чорний кінь · g1 білий король | 3 |
| 2 | c6 білий слон · d6 білий ферзь · e6 чорний кінь · h5 чорний пішак · c4 білий кінь · e4 біла тура · g4 білий пішак · h4 білий пішак · f3 чорний король · c2 чорний слон · b1 чорний кінь · g1 білий король | c6 білий слон · d6 білий ферзь · e6 чорний кінь · h5 чорний пішак · c4 білий кінь · e4 біла тура · g4 білий пішак · h4 білий пішак · f3 чорний король · c2 чорний слон · b1 чорний кінь · g1 білий король | c6 білий слон · d6 білий ферзь · e6 чорний кінь · h5 чорний пішак · c4 білий кінь · e4 біла тура · g4 білий пішак · h4 білий пішак · f3 чорний король · c2 чорний слон · b1 чорний кінь · g1 білий король | c6 білий слон · d6 білий ферзь · e6 чорний кінь · h5 чорний пішак · c4 білий кінь · e4 біла тура · g4 білий пішак · h4 білий пішак · f3 чорний король · c2 чорний слон · b1 чорний кінь · g1 білий король | c6 білий слон · d6 білий ферзь · e6 чорний кінь · h5 чорний пішак · c4 білий кінь · e4 біла тура · g4 білий пішак · h4 білий пішак · f3 чорний король · c2 чорний слон · b1 чорний кінь · g1 білий король | c6 білий слон · d6 білий ферзь · e6 чорний кінь · h5 чорний пішак · c4 білий кінь · e4 біла тура · g4 білий пішак · h4 білий пішак · f3 чорний король · c2 чорний слон · b1 чорний кінь · g1 білий король | c6 білий слон · d6 білий ферзь · e6 чорний кінь · h5 чорний пішак · c4 білий кінь · e4 біла тура · g4 білий пішак · h4 білий пішак · f3 чорний король · c2 чорний слон · b1 чорний кінь · g1 білий король | c6 білий слон · d6 білий ферзь · e6 чорний кінь · h5 чорний пішак · c4 білий кінь · e4 біла тура · g4 білий пішак · h4 білий пішак · f3 чорний король · c2 чорний слон · b1 чорний кінь · g1 білий король | 2 |
| 1 | c6 білий слон · d6 білий ферзь · e6 чорний кінь · h5 чорний пішак · c4 білий кінь · e4 біла тура · g4 білий пішак · h4 білий пішак · f3 чорний король · c2 чорний слон · b1 чорний кінь · g1 білий король | c6 білий слон · d6 білий ферзь · e6 чорний кінь · h5 чорний пішак · c4 білий кінь · e4 біла тура · g4 білий пішак · h4 білий пішак · f3 чорний король · c2 чорний слон · b1 чорний кінь · g1 білий король | c6 білий слон · d6 білий ферзь · e6 чорний кінь · h5 чорний пішак · c4 білий кінь · e4 біла тура · g4 білий пішак · h4 білий пішак · f3 чорний король · c2 чорний слон · b1 чорний кінь · g1 білий король | c6 білий слон · d6 білий ферзь · e6 чорний кінь · h5 чорний пішак · c4 білий кінь · e4 біла тура · g4 білий пішак · h4 білий пішак · f3 чорний король · c2 чорний слон · b1 чорний кінь · g1 білий король | c6 білий слон · d6 білий ферзь · e6 чорний кінь · h5 чорний пішак · c4 білий кінь · e4 біла тура · g4 білий пішак · h4 білий пішак · f3 чорний король · c2 чорний слон · b1 чорний кінь · g1 білий король | c6 білий слон · d6 білий ферзь · e6 чорний кінь · h5 чорний пішак · c4 білий кінь · e4 біла тура · g4 білий пішак · h4 білий пішак · f3 чорний король · c2 чорний слон · b1 чорний кінь · g1 білий король | c6 білий слон · d6 білий ферзь · e6 чорний кінь · h5 чорний пішак · c4 білий кінь · e4 біла тура · g4 білий пішак · h4 білий пішак · f3 чорний король · c2 чорний слон · b1 чорний кінь · g1 білий король | c6 білий слон · d6 білий ферзь · e6 чорний кінь · h5 чорний пішак · c4 білий кінь · e4 біла тура · g4 білий пішак · h4 білий пішак · f3 чорний король · c2 чорний слон · b1 чорний кінь · g1 білий король | 1 |
|   | a | b | c | d | e | f | g | h |   |

1. Ca4!  Цугцванг
якщо 1...Кр:е4, то 2.Сс6Х;
якщо 1...Кd4, то 2.Фf4Х;
якщо 1...КсЗ, то 2.Кd2Х;
якщо 1...hg  то 2.ТеЗХ;
якщо 1...С:а4, то 2.ФdЗХ;
якщо 1...С:е4, то 2.Сd1Х. 
Цугцванг (нім. Zugzwang, від Zug — хід i Zwang — «примус до здійснення ходу») — положення, при якому гравець зазнає втрат лише через те, що його черга ходити: будь-який з його ходів погіршує власну позицію.
Термін, який використовують у шахах, шашках і деяких інших іграх, а також у комбінаторній теорії ігор. Це ситуація, коли будь-який хід гравця веде до погіршення його становища. У теорії ігор цугцванг означає те, що безпосередньо змінює результат партії з перемоги на поразку.
У шахах у разі цугцвангу одна зі сторін або обидві одразу (взаємний цугцванг) не мають корисних або нейтральних ходів, і пересування будь-якої фігури призведе до погіршення власної позиції (до погіршення результату).
Нерідко трапляється уявний цугцванг, тобто позиція, результат якої не змінюється при уявному переході ходу до супротивника, але суб'єктивно відчувається відсутність корисних ходів.
Іншим поширеним уявним цугцвангом є програшна позиція однієї зі сторін, коли вона може лише пасивно очікувати на неминучу поразку.

## Приклади
|   | a                                                                     | b                                                                     | c                                                                     | d                                                                     | e                                                                     | f                                                                     | g                                                                     | h                                                                     |   |
| 8 | e5 чорний пішак · g5 білий король · c4 чорний король · e4 білий пішак | e5 чорний пішак · g5 білий король · c4 чорний король · e4 білий пішак | e5 чорний пішак · g5 білий король · c4 чорний король · e4 білий пішак | e5 чорний пішак · g5 білий король · c4 чорний король · e4 білий пішак | e5 чорний пішак · g5 білий король · c4 чорний король · e4 білий пішак | e5 чорний пішак · g5 білий король · c4 чорний король · e4 білий пішак | e5 чорний пішак · g5 білий король · c4 чорний король · e4 білий пішак | e5 чорний пішак · g5 білий король · c4 чорний король · e4 білий пішак | 8 |
| 7 | e5 чорний пішак · g5 білий король · c4 чорний король · e4 білий пішак | e5 чорний пішак · g5 білий король · c4 чорний король · e4 білий пішак | e5 чорний пішак · g5 білий король · c4 чорний король · e4 білий пішак | e5 чорний пішак · g5 білий король · c4 чорний король · e4 білий пішак | e5 чорний пішак · g5 білий король · c4 чорний король · e4 білий пішак | e5 чорний пішак · g5 білий король · c4 чорний король · e4 білий пішак | e5 чорний пішак · g5 білий король · c4 чорний король · e4 білий пішак | e5 чорний пішак · g5 білий король · c4 чорний король · e4 білий пішак | 7 |
| 6 | e5 чорний пішак · g5 білий король · c4 чорний король · e4 білий пішак | e5 чорний пішак · g5 білий король · c4 чорний король · e4 білий пішак | e5 чорний пішак · g5 білий король · c4 чорний король · e4 білий пішак | e5 чорний пішак · g5 білий король · c4 чорний король · e4 білий пішак | e5 чорний пішак · g5 білий король · c4 чорний король · e4 білий пішак | e5 чорний пішак · g5 білий король · c4 чорний король · e4 білий пішак | e5 чорний пішак · g5 білий король · c4 чорний король · e4 білий пішак | e5 чорний пішак · g5 білий король · c4 чорний король · e4 білий пішак | 6 |
| 5 | e5 чорний пішак · g5 білий король · c4 чорний король · e4 білий пішак | e5 чорний пішак · g5 білий король · c4 чорний король · e4 білий пішак | e5 чорний пішак · g5 білий король · c4 чорний король · e4 білий пішак | e5 чорний пішак · g5 білий король · c4 чорний король · e4 білий пішак | e5 чорний пішак · g5 білий король · c4 чорний король · e4 білий пішак | e5 чорний пішак · g5 білий король · c4 чорний король · e4 білий пішак | e5 чорний пішак · g5 білий король · c4 чорний король · e4 білий пішак | e5 чорний пішак · g5 білий король · c4 чорний король · e4 білий пішак | 5 |
| 4 | e5 чорний пішак · g5 білий король · c4 чорний король · e4 білий пішак | e5 чорний пішак · g5 білий король · c4 чорний король · e4 білий пішак | e5 чорний пішак · g5 білий король · c4 чорний король · e4 білий пішак | e5 чорний пішак · g5 білий король · c4 чорний король · e4 білий пішак | e5 чорний пішак · g5 білий король · c4 чорний король · e4 білий пішак | e5 чорний пішак · g5 білий король · c4 чорний король · e4 білий пішак | e5 чорний пішак · g5 білий король · c4 чорний король · e4 білий пішак | e5 чорний пішак · g5 білий король · c4 чорний король · e4 білий пішак | 4 |
| 3 | e5 чорний пішак · g5 білий король · c4 чорний король · e4 білий пішак | e5 чорний пішак · g5 білий король · c4 чорний король · e4 білий пішак | e5 чорний пішак · g5 білий король · c4 чорний король · e4 білий пішак | e5 чорний пішак · g5 білий король · c4 чорний король · e4 білий пішак | e5 чорний пішак · g5 білий король · c4 чорний король · e4 білий пішак | e5 чорний пішак · g5 білий король · c4 чорний король · e4 білий пішак | e5 чорний пішак · g5 білий король · c4 чорний король · e4 білий пішак | e5 чорний пішак · g5 білий король · c4 чорний король · e4 білий пішак | 3 |
| 2 | e5 чорний пішак · g5 білий король · c4 чорний король · e4 білий пішак | e5 чорний пішак · g5 білий король · c4 чорний король · e4 білий пішак | e5 чорний пішак · g5 білий король · c4 чорний король · e4 білий пішак | e5 чорний пішак · g5 білий король · c4 чорний король · e4 білий пішак | e5 чорний пішак · g5 білий король · c4 чорний король · e4 білий пішак | e5 чорний пішак · g5 білий король · c4 чорний король · e4 білий пішак | e5 чорний пішак · g5 білий король · c4 чорний король · e4 білий пішак | e5 чорний пішак · g5 білий король · c4 чорний король · e4 білий пішак | 2 |
| 1 | e5 чорний пішак · g5 білий король · c4 чорний король · e4 білий пішак | e5 чорний пішак · g5 білий король · c4 чорний король · e4 білий пішак | e5 чорний пішак · g5 білий король · c4 чорний король · e4 білий пішак | e5 чорний пішак · g5 білий король · c4 чорний король · e4 білий пішак | e5 чорний пішак · g5 білий король · c4 чорний король · e4 білий пішак | e5 чорний пішак · g5 білий король · c4 чорний король · e4 білий пішак | e5 чорний пішак · g5 білий король · c4 чорний король · e4 білий пішак | e5 чорний пішак · g5 білий король · c4 чорний король · e4 білий пішак | 1 |
|   | a                                                                     | b                                                                     | c                                                                     | d                                                                     | e                                                                     | f                                                                     | g                                                                     | h                                                                     |   |

Хід білих. У випадку 1.Kpf5? Kpd4 білі потрапляють у цугцванг і програють. Тому 1.Kpf6! Kpd4 2.Kpf5, досягаючи позиції взаємного цугцвангу. Тепер програють уже чорні.
|   | a                                                                     | b                                                                     | c                                                                     | d                                                                     | e                                                                     | f                                                                     | g                                                                     | h                                                                     |   |
| 8 | d6 чорний король · d5 білий пішак · e5 чорний пішак · e4 білий король | d6 чорний король · d5 білий пішак · e5 чорний пішак · e4 білий король | d6 чорний король · d5 білий пішак · e5 чорний пішак · e4 білий король | d6 чорний король · d5 білий пішак · e5 чорний пішак · e4 білий король | d6 чорний король · d5 білий пішак · e5 чорний пішак · e4 білий король | d6 чорний король · d5 білий пішак · e5 чорний пішак · e4 білий король | d6 чорний король · d5 білий пішак · e5 чорний пішак · e4 білий король | d6 чорний король · d5 білий пішак · e5 чорний пішак · e4 білий король | 8 |
| 7 | d6 чорний король · d5 білий пішак · e5 чорний пішак · e4 білий король | d6 чорний король · d5 білий пішак · e5 чорний пішак · e4 білий король | d6 чорний король · d5 білий пішак · e5 чорний пішак · e4 білий король | d6 чорний король · d5 білий пішак · e5 чорний пішак · e4 білий король | d6 чорний король · d5 білий пішак · e5 чорний пішак · e4 білий король | d6 чорний король · d5 білий пішак · e5 чорний пішак · e4 білий король | d6 чорний король · d5 білий пішак · e5 чорний пішак · e4 білий король | d6 чорний король · d5 білий пішак · e5 чорний пішак · e4 білий король | 7 |
| 6 | d6 чорний король · d5 білий пішак · e5 чорний пішак · e4 білий король | d6 чорний король · d5 білий пішак · e5 чорний пішак · e4 білий король | d6 чорний король · d5 білий пішак · e5 чорний пішак · e4 білий король | d6 чорний король · d5 білий пішак · e5 чорний пішак · e4 білий король | d6 чорний король · d5 білий пішак · e5 чорний пішак · e4 білий король | d6 чорний король · d5 білий пішак · e5 чорний пішак · e4 білий король | d6 чорний король · d5 білий пішак · e5 чорний пішак · e4 білий король | d6 чорний король · d5 білий пішак · e5 чорний пішак · e4 білий король | 6 |
| 5 | d6 чорний король · d5 білий пішак · e5 чорний пішак · e4 білий король | d6 чорний король · d5 білий пішак · e5 чорний пішак · e4 білий король | d6 чорний король · d5 білий пішак · e5 чорний пішак · e4 білий король | d6 чорний король · d5 білий пішак · e5 чорний пішак · e4 білий король | d6 чорний король · d5 білий пішак · e5 чорний пішак · e4 білий король | d6 чорний король · d5 білий пішак · e5 чорний пішак · e4 білий король | d6 чорний король · d5 білий пішак · e5 чорний пішак · e4 білий король | d6 чорний король · d5 білий пішак · e5 чорний пішак · e4 білий король | 5 |
| 4 | d6 чорний король · d5 білий пішак · e5 чорний пішак · e4 білий король | d6 чорний король · d5 білий пішак · e5 чорний пішак · e4 білий король | d6 чорний король · d5 білий пішак · e5 чорний пішак · e4 білий король | d6 чорний король · d5 білий пішак · e5 чорний пішак · e4 білий король | d6 чорний король · d5 білий пішак · e5 чорний пішак · e4 білий король | d6 чорний король · d5 білий пішак · e5 чорний пішак · e4 білий король | d6 чорний король · d5 білий пішак · e5 чорний пішак · e4 білий король | d6 чорний король · d5 білий пішак · e5 чорний пішак · e4 білий король | 4 |
| 3 | d6 чорний король · d5 білий пішак · e5 чорний пішак · e4 білий король | d6 чорний король · d5 білий пішак · e5 чорний пішак · e4 білий король | d6 чорний король · d5 білий пішак · e5 чорний пішак · e4 білий король | d6 чорний король · d5 білий пішак · e5 чорний пішак · e4 білий король | d6 чорний король · d5 білий пішак · e5 чорний пішак · e4 білий король | d6 чорний король · d5 білий пішак · e5 чорний пішак · e4 білий король | d6 чорний король · d5 білий пішак · e5 чорний пішак · e4 білий король | d6 чорний король · d5 білий пішак · e5 чорний пішак · e4 білий король | 3 |
| 2 | d6 чорний король · d5 білий пішак · e5 чорний пішак · e4 білий король | d6 чорний король · d5 білий пішак · e5 чорний пішак · e4 білий король | d6 чорний король · d5 білий пішак · e5 чорний пішак · e4 білий король | d6 чорний король · d5 білий пішак · e5 чорний пішак · e4 білий король | d6 чорний король · d5 білий пішак · e5 чорний пішак · e4 білий король | d6 чорний король · d5 білий пішак · e5 чорний пішак · e4 білий король | d6 чорний король · d5 білий пішак · e5 чорний пішак · e4 білий король | d6 чорний король · d5 білий пішак · e5 чорний пішак · e4 білий король | 2 |
| 1 | d6 чорний король · d5 білий пішак · e5 чорний пішак · e4 білий король | d6 чорний король · d5 білий пішак · e5 чорний пішак · e4 білий король | d6 чорний король · d5 білий пішак · e5 чорний пішак · e4 білий король | d6 чорний король · d5 білий пішак · e5 чорний пішак · e4 білий король | d6 чорний король · d5 білий пішак · e5 чорний пішак · e4 білий король | d6 чорний король · d5 білий пішак · e5 чорний пішак · e4 білий король | d6 чорний король · d5 білий пішак · e5 чорний пішак · e4 білий король | d6 чорний король · d5 білий пішак · e5 чорний пішак · e4 білий король | 1 |
|   | a                                                                     | b                                                                     | c                                                                     | d                                                                     | e                                                                     | f                                                                     | g                                                                     | h                                                                     |   |

Приклад уявного цугцвангу: будь-який можливий хід дасть можливість супротивнику взяти пішака, і сторона, що робить хід першою, програє.
|   | a                                                                   | b                                                                   | c                                                                   | d                                                                   | e                                                                   | f                                                                   | g                                                                   | h                                                                   |   |
| 8 | b3 чорний пішак · c3 чорний король · b1 біла тура · d1 білий король | b3 чорний пішак · c3 чорний король · b1 біла тура · d1 білий король | b3 чорний пішак · c3 чорний король · b1 біла тура · d1 білий король | b3 чорний пішак · c3 чорний король · b1 біла тура · d1 білий король | b3 чорний пішак · c3 чорний король · b1 біла тура · d1 білий король | b3 чорний пішак · c3 чорний король · b1 біла тура · d1 білий король | b3 чорний пішак · c3 чорний король · b1 біла тура · d1 білий король | b3 чорний пішак · c3 чорний король · b1 біла тура · d1 білий король | 8 |
| 7 | b3 чорний пішак · c3 чорний король · b1 біла тура · d1 білий король | b3 чорний пішак · c3 чорний король · b1 біла тура · d1 білий король | b3 чорний пішак · c3 чорний король · b1 біла тура · d1 білий король | b3 чорний пішак · c3 чорний король · b1 біла тура · d1 білий король | b3 чорний пішак · c3 чорний король · b1 біла тура · d1 білий король | b3 чорний пішак · c3 чорний король · b1 біла тура · d1 білий король | b3 чорний пішак · c3 чорний король · b1 біла тура · d1 білий король | b3 чорний пішак · c3 чорний король · b1 біла тура · d1 білий король | 7 |
| 6 | b3 чорний пішак · c3 чорний король · b1 біла тура · d1 білий король | b3 чорний пішак · c3 чорний король · b1 біла тура · d1 білий король | b3 чорний пішак · c3 чорний король · b1 біла тура · d1 білий король | b3 чорний пішак · c3 чорний король · b1 біла тура · d1 білий король | b3 чорний пішак · c3 чорний король · b1 біла тура · d1 білий король | b3 чорний пішак · c3 чорний король · b1 біла тура · d1 білий король | b3 чорний пішак · c3 чорний король · b1 біла тура · d1 білий король | b3 чорний пішак · c3 чорний король · b1 біла тура · d1 білий король | 6 |
| 5 | b3 чорний пішак · c3 чорний король · b1 біла тура · d1 білий король | b3 чорний пішак · c3 чорний король · b1 біла тура · d1 білий король | b3 чорний пішак · c3 чорний король · b1 біла тура · d1 білий король | b3 чорний пішак · c3 чорний король · b1 біла тура · d1 білий король | b3 чорний пішак · c3 чорний король · b1 біла тура · d1 білий король | b3 чорний пішак · c3 чорний король · b1 біла тура · d1 білий король | b3 чорний пішак · c3 чорний король · b1 біла тура · d1 білий король | b3 чорний пішак · c3 чорний король · b1 біла тура · d1 білий король | 5 |
| 4 | b3 чорний пішак · c3 чорний король · b1 біла тура · d1 білий король | b3 чорний пішак · c3 чорний король · b1 біла тура · d1 білий король | b3 чорний пішак · c3 чорний король · b1 біла тура · d1 білий король | b3 чорний пішак · c3 чорний король · b1 біла тура · d1 білий король | b3 чорний пішак · c3 чорний король · b1 біла тура · d1 білий король | b3 чорний пішак · c3 чорний король · b1 біла тура · d1 білий король | b3 чорний пішак · c3 чорний король · b1 біла тура · d1 білий король | b3 чорний пішак · c3 чорний король · b1 біла тура · d1 білий король | 4 |
| 3 | b3 чорний пішак · c3 чорний король · b1 біла тура · d1 білий король | b3 чорний пішак · c3 чорний король · b1 біла тура · d1 білий король | b3 чорний пішак · c3 чорний король · b1 біла тура · d1 білий король | b3 чорний пішак · c3 чорний король · b1 біла тура · d1 білий король | b3 чорний пішак · c3 чорний король · b1 біла тура · d1 білий король | b3 чорний пішак · c3 чорний король · b1 біла тура · d1 білий король | b3 чорний пішак · c3 чорний король · b1 біла тура · d1 білий король | b3 чорний пішак · c3 чорний король · b1 біла тура · d1 білий король | 3 |
| 2 | b3 чорний пішак · c3 чорний король · b1 біла тура · d1 білий король | b3 чорний пішак · c3 чорний король · b1 біла тура · d1 білий король | b3 чорний пішак · c3 чорний король · b1 біла тура · d1 білий король | b3 чорний пішак · c3 чорний король · b1 біла тура · d1 білий король | b3 чорний пішак · c3 чорний король · b1 біла тура · d1 білий король | b3 чорний пішак · c3 чорний король · b1 біла тура · d1 білий король | b3 чорний пішак · c3 чорний король · b1 біла тура · d1 білий король | b3 чорний пішак · c3 чорний король · b1 біла тура · d1 білий король | 2 |
| 1 | b3 чорний пішак · c3 чорний король · b1 біла тура · d1 білий король | b3 чорний пішак · c3 чорний король · b1 біла тура · d1 білий король | b3 чорний пішак · c3 чорний король · b1 біла тура · d1 білий король | b3 чорний пішак · c3 чорний король · b1 біла тура · d1 білий король | b3 чорний пішак · c3 чорний король · b1 біла тура · d1 білий король | b3 чорний пішак · c3 чорний король · b1 біла тура · d1 білий король | b3 чорний пішак · c3 чорний король · b1 біла тура · d1 білий король | b3 чорний пішак · c3 чорний король · b1 біла тура · d1 білий король | 1 |
|   | a                                                                   | b                                                                   | c                                                                   | d                                                                   | e                                                                   | f                                                                   | g                                                                   | h                                                                   |   |

Після 1… b2 білі попадають у цунцванг і повинні пропустити чорного короля на с2. Нічия.

## Вживання (в переносному значенні)
У сучасній мові термін вживається також у більярді, керлінгу, в азартних і настільних іграх (нарди, карти), а також у багатьох інших сферах і навіть у побуті. Наприклад, у значенні, коли будь-яка дія або бездіяльність однаково спричинить погіршення ситуації, тобто «робити не можна і не робити не можна». Іноді термін використовує в переносному значенні сучасна преса.